# 羅茲多利內 (庫皮揚斯克區)
49°48′31″N 37°17′54″E / 49.80861°N 37.29833°E
羅茲多利內（烏克蘭語：Роздольне）是位於烏克蘭東部的村莊，由哈爾科夫州庫皮揚斯克區的舍夫琴科韦市镇負責管轄。該村處於大布爾盧克河畔，始建於1711年，面積1.92平方公里，海拔高度127米，2001年人口179。